# Devadanapatti
Devadanapatti es una ciudad y nagar Panchayat situada en el distrito de Theni en el estado de Tamil Nadu (India). Su población es de 19285 habitantes (2011).

## Demografía
Según el censo de 2011 la población de Devadanapatti era de 19285 habitantes, de los cuales 9805 eran hombres y 9480 eran mujeres. Devadanapatti tiene una tasa media de alfabetización del 73,02%, inferior a la media estatal del 80,09%: la alfabetización masculina es del 80,75%, y la alfabetización femenina del 65,10%.